# Здравље (предузеће)
Здравље је међународно позната лесковачка фабрика хемијских и фармацеутских производа. Основана је 29. децембра 1953. године. Њен оснивач и директор био је Божидар Ђорђевић.
Фабрика Здравље је током времена била најпознатија по прављењу замене за крвну плазму, чији је главни састојак била супстанца декстран. Велики број производа, произведених у овој фабрици, био је извожен у више од 40 земаља у Европи, Азији и Африци. Здравље бележи добру сарадњу са великим међународним и светским фармацеутским предузећима, те тако добија и заузима висок статус међу њима. Са почетком свог рада 29.12.1953. године, Здравље без престанка ради и данас.

## Производни програм
Производни програм 1984. године чинили су : лекови, фармацеутске сировине, ветеринарски препарати, екстрати лековитих и ароматичних биља, козметика, инфузиони раствори, дентални и хигијенски производи, дезинфекциони раствори, пластични шприцеви за једнократну TRAVEупотребу, контактна сочива, сушени шумски производи, алуминијумске тубе и аеросол дозе, лековито и ароматично биље, филтери за вештачке бубреге, сетови за венску и артеријску крв, медицинске рукавице за једнократну употребу.

## Историја и напредак фабрике
Лесковачка фабрика хемијских и фармацеутских производа Здравље, започела је свој рад као хемијски лабораторијум Здравље. 
Хемијски лабораторијум Здравље основан је, и започео пословање, у оквиру "Централне апотеке. Тада је су у оквиру ње радила и следећа предузећа : Поречије из Вучја, хемијски лабораторијум Кемофарма и још две продавнице-дрогерије. Привредни савез Народног одбора градске општине 23. октобра 1953. године, донео је одлуку да Здравље и Кемофарма постану независна предузећа. На састанку 21. децембра 1953. године ова тема је поново покренута, међутим без успеха. Решењем бр. 28222 којим се врши реорганизација Централне апотеке , 29. децембра 1953. године Здравље и Кемофарма постају одвојена као посебна привредна предузећа.
Још пре остварења самосталности, Здравље од града захтева и добија, део зграде Комитета народне омладине. Остваривањем самосталности Здравље, уз помоћ града, проширава свој погон у још један део зграде Комитета народне омладине. Град од фабрике поновно прима захтев за проширење простора. Захтеван је простор кафане „Србија”, познатије као „Дилкина кафана”, која се налазила одмах преко пута бивше зграде Комитета народне омладине. Овај захтев поновно бива прихваћен. Фабрика се опет проширује у просторије „Клуба јавних радника”, који се налазио поред кафане „Србија”.
Након изградње новог ватрогасног дома 1958. године, ватрогасци се премештају, Здравље добија простор Тонкићевих обора за тов јунади. Гради се први објекат, на простору где се и данас налази фабрика, 1960. године. Долази до формирања Хемијско-технолошке школе „Здравље” 1960. године, која је касније прешла у Хемијско-технолошку школу „Божидар Ђорђевић Кукар”. Формирање школе за квалификоване раднике хемијске струке, било је 1961. године.
Године 1966. граде се још два објекта, објекат за синтезу Декстрана и објекат за екстракцију лековитог и ароматичног биља. Објекат за истраживање са савременом опремом, изграђен је 1968. године. Управна зграда фабрике завршена је 1977. године. Председник републике додељује Орден рада са златним венцем 1978. године. Почиње изградња у Медвеђи 4. маја 1978. године, грађена је фабрика једнократних медицинских шприцева. Званично са радом фабрика је почела у јулу 1980. године. Шприцеви произведени у Медвеђи, били су стерилисани у институту за нуклеарне науке „Борис Кидрич” из Винче. Таква стерилизација се вршила по међународним стандардима, гама зрацима(Кобалт 60).
У Лебану фабрика алуминијумских туба и аеросол дозера, са радом је почела 8. новембра 1981. године. У Крупњу је фабрика меких и тврдих контактних сочива, завршена 1982. године. Фабрика у Босилеграду за прераду воћа и поврћа, била је завршена 1983. године. Заједничким улагањем са фирмом Bakster-Travenol 1983. године, изграђена фабрика за производњу: дијализатора, сетова за венску и артеријску крв и медицинске рукавице. Тридесет година постојања и рада, Здравље је прославило 13. октобра 1983. године.

## Однос са запосленима
Радници фабрике имали су право, на један топли оброк дневно. Фабрика Здравље је за своје запослене саградила здравствену станицу, која се налазила у кругу фабрике. У оквиру здравствене станице запослени су имали приступ већем броју стручних и лекара опште праксе. Бављење спортом је такође било важно, те су радници фабрике били више пута награђивани на такмичењима. највећи број награда био је добијен у спортовима: стрељаштво, кошарка, алтлетика, рукомет, шах и одбојка. Здравље је такође имало и свој мушки кошаркашки тим.

## Машина за таблетирање "Банка"
Када је Здравље постало независно предузеће, почели су са куповином машина. Машина за таблетирање "Банка", била је купљена као већ коришћена. Машина је била преправљана, а затим стављена у простор кафане "Србија" који је Здравље добило од града. Специфичан назив машина је добила, због звука који је правила и таблета које су личиле на ковани новац. Машина се користила највише за таблетирање аспирина, пошто је потражња за леком била велика машина је била битан део производње.

## Камење са обале Ветернице
Након изливања реке Ветернице, и поплаве Лесковца 1948. године, град је финансирао куповину камена за изградњу корита реке. Никакви радови нису били обављани, тако да су локанки привредници самостално узимали тај камен за градњу. Након неколико година и колектив предузећа Здравље је узео камен, међутим са обећањем да ће вратити више него што је било узето. То обећање нису у потпуности испунили, али су кроз коју годину финансирали градњу улице од своје фабрике до центра града.